# Făurești
Făurești est une commune du județ de Vâlcea en Roumanie.